# クリスティアーノ・ドニ
クリスティアーノ・ドニ（Cristiano Doni、1973年4月1日 - ）は、イタリア・ローマ出身の元サッカー選手。元イタリア代表。現役時代のポジションはMF。
アタランタBCで歴代最多記録となる112得点を奪うなど、2000年代に主に同クラブで活躍した選手である。

## クラブ経歴
1991年、18歳の時にセリエBのモデナでプロサッカー選手としてのキャリアをスタートする。その後、リミニ、ピストイエーゼを経て1994年にボローニャに加入すると、初年度にセリエC1、翌年にセリエBで優勝する。1996年にブレシアに移籍すると、初年度に再びセリエBの優勝を経験し、1997-98シーズンにセリエAのデビューを果たす。
1998年にアタランタに移籍すると、在籍5年間のうち3年間で二桁ゴールを記録するなど、自らの名を上げていくことになる。サンプドリアを経て、2005年にスペインのマジョルカに移籍。32歳にして初の海外挑戦となったが、1年で再びアタランタに復帰した。ここではキャプテンとしてチームの大黒柱となり、毎シーズンコンスタントに結果を残していった。
しかし、下部リーグで八百長に関与したとして、2011年8月9日にイタリアサッカー連盟から3年半の出場停止処分が下され、38歳のドニは実質的にプロサッカー選手としてのキャリアの終わりを告げられることとなった。さらに同年11月19日には八百長と違法賭博の容疑で逮捕された。

## 代表経歴
2001年11月7日、埼玉スタジアム2002での日本戦で代表デビューを果たすと同時に、後半6分に代表初得点となる同点ゴールを決めた。
翌年の2002 FIFAワールドカップのメンバーにも選出され、2試合に先発出場。クロアチア戦ではクリスティアン・ヴィエリのゴールをアシストした。

## 個人成績
| シーズン  | クラブ         | リーグ                   | リーグ | リーグ |
| シーズン  | クラブ         | リーグ                   | 出場   | 得点   |
| --------- | -------------- | ------------------------ | ------ | ------ |
| 1991-92   | モデナ         | セリエB                  | 0      | 0      |
| 1992-93   | リミニ         | セリエC2                 | 31     | 6      |
| 1993-94   | ピストイエーゼ | セリエC1                 | 31     | 3      |
| 1994-95   | ボローニャ     | セリエC1                 | 25     | 8      |
| 1995-96   | ボローニャ     | セリエB                  | 29     | 3      |
| 1996-97   | ブレシア       | セリエB                  | 30     | 7      |
| 1997-98   | ブレシア       | セリエA                  | 21     | 1      |
| 1998-99   | アタランタ     | セリエB                  | 27     | 8      |
| 1999-2000 | アタランタ     | セリエB                  | 35     | 14     |
| 2000-01   | アタランタ     | セリエA                  | 27     | 7      |
| 2001-02   | アタランタ     | セリエA                  | 30     | 16     |
| 2002-03   | アタランタ     | セリエA                  | 26     | 10     |
| 2003-04   | サンプドリア   | セリエA                  | 22     | 6      |
| 2004-05   | サンプドリア   | セリエA                  | 22     | 1      |
| 2005-06   | マジョルカ     | プリメーラ・ディビシオン | 24     | 2      |
| 2006-07   | マジョルカ     | プリメーラ・ディビシオン | 0      | 0      |
| 2006-07   | アタランタ     | セリエA                  | 26     | 13     |
| 2007-08   | アタランタ     | セリエA                  | 30     | 12     |
| 2008-09   | アタランタ     | セリエA                  | 31     | 9      |
| 2009-10   | アタランタ     | セリエA                  | 30     | 2      |
| 2010-11   | アタランタ     | セリエB                  | 34     | 12     |
| 2011-12   | アタランタ     | セリエA                  | 0      | 0      |
| 通算      | 通算           | 通算                     | 531    | 140    |

## 代表歴

### 出場大会
- イタリア代表
  - 2002 FIFAワールドカップ

### 試合数
- 国際Aマッチ 7試合 1得点（2001年-2002年）[5]

| イタリア代表 | 国際Aマッチ | 国際Aマッチ |
| 年           | 出場        | 得点        |
| ------------ | ----------- | ----------- |
| 2001         | 1           | 1           |
| 2002         | 6           | 0           |
| 通算         | 7           | 1           |

## タイトル

### クラブ
ボローニャ
- セリエC1：1994-95
- セリエB：1995-96

ブレシア
- セリエB：1996-97

アタランタ
- セリエB：2010-11

### 個人
- Premio Nazionale Carriera Esemplare "Gaetano Scirea"：2009[6]